# Nogaro
Nogaro (gaskonsko Nogaròu) je naselje in občina v južnem francoskem departmaju Gers regije Jug-Pireneji. Leta 2008 je naselje imelo 1.975 prebivalcev.

## Geografija
Naselje leži v pokrajini Gaskonji ob reki Midour, 60 km severozahodno od Aucha. Skozenj vodi romarska pot v Santiago de Compostelo z začetkom v Le Puyu, Via Podiensis.

## Uprava
Nogaro je sedež istoimenskega kantona, v katerega so poleg njegove vključene še občine Arblade-le-Haut, Bétous, Bourrouillan, Caupenne-d'Armagnac, Cravencères, Espas, Le Houga, Lanne-Soubiran, Laujuzan, Loubédat, Luppé-Violles, Magnan, Manciet, Monguilhem, Monlezun-d'Armagnac, Mormès, Perchède, Sainte-Christie-d'Armagnac, Saint-Griède, Saint-Martin-d'Armagnac, Salles-d'Armagnac, Sion, Sorbets, Toujouse in Urgosse s 7.809 prebivalci.
Kanton Nogaro je sestavni del okrožja Condom.

## Zanimivosti
- gotska cerkev Notre-Dame-de-Bouit, romarska postaja v Santiago de Compostelo,
- romanska kolegialna cerkev sv. Nikolaja iz 12. stoletja.

## Šport
- dirkališče Circuit Paul Armagnac
- Aéro Club du Bas Armagnac.

## Pobratena mesta
- Huarte / Uharte (Baskija, Španija);